# Nogent-le-Phaye
Nogent-le-Phaye és un municipi francès, situat al departament de l'Eure i Loir i a la regió de Centre – Vall del Loira. L'any 2007 tenia 1.296 habitants.

## Demografia

### Població
El 2007 la població de fet de Nogent-le-Phaye era de 1.296 persones. Hi havia 436 famílies, de les quals 96 eren unipersonals (32 homes vivint sols i 64 dones vivint soles), 152 parelles sense fills, 176 parelles amb fills i 12 famílies monoparentals amb fills.
La població ha evolucionat segons el següent gràfic:
Habitants censats

### Habitatges
El 2007 hi havia 503 habitatges, 463 eren l'habitatge principal de la família, 21 eren segones residències i 19 estaven desocupats. 497 eren cases i 5 eren apartaments. Dels 463 habitatges principals, 358 estaven ocupats pels seus propietaris, 93 estaven llogats i ocupats pels llogaters i 12 estaven cedits a títol gratuït; 35 tenien dues cambres, 52 en tenien tres, 87 en tenien quatre i 289 en tenien cinc o més. 385 habitatges disposaven pel capbaix d'una plaça de pàrquing. A 177 habitatges hi havia un automòbil i a 249 n'hi havia dos o més.

### Piràmide de població
La piràmide de població per edats i sexe el 2009 era:
| Homes | Edats   | Dones |
| ----- | ------- | ----- |
| 0     | 95 o +  | 8     |
| 8     | 90 a 94 | 12    |
| 12    | 85 a 89 | 24    |
| 0     | 80 a 84 | 8     |
| 24    | 75 a 79 | 16    |
| 12    | 70 a 74 | 12    |
| 24    | 65 a 69 | 16    |
| 32    | 60 a 64 | 44    |
| 16    | 55 a 59 | 24    |
| 56    | 50 a 54 | 32    |
| 60    | 45 a 49 | 44    |
| 76    | 40 a 44 | 48    |
| 32    | 35 a 39 | 76    |
| 32    | 30 a 34 | 32    |
| 12    | 25 a 29 | 12    |
| 24    | 20 a 24 | 12    |
| 40    | 15 a 19 | 36    |
| 80    | 10 a 14 | 56    |
| 40    | 5 a 9   | 64    |
| 24    | 0 a 4   | 28    |

## Economia
El 2007 la població en edat de treballar era de 771 persones, 580 eren actives i 191 eren inactives. De les 580 persones actives 547 estaven ocupades (284 homes i 263 dones) i 33 estaven aturades (14 homes i 19 dones). De les 191 persones inactives 65 estaven jubilades, 85 estaven estudiant i 41 estaven classificades com a «altres inactius».

### Ingressos
El 2009 a Nogent-le-Phaye hi havia 452 unitats fiscals que integraven 1.228,5 persones, la mediana anual d'ingressos fiscals per persona era de 21.580 €.

### Activitats econòmiques
Dels 87  establiments que hi havia el 2007, 2 eren d'empreses alimentàries, 1 d'una empresa de fabricació de material elèctric, 3 d'empreses de fabricació d'altres productes industrials, 12 d'empreses de construcció, 29 d'empreses de comerç i reparació d'automòbils, 4 d'empreses de transport, 5 d'empreses d'hostatgeria i restauració, 4 d'empreses financeres, 5 d'empreses immobiliàries, 8 d'empreses de serveis, 8 d'entitats de l'administració pública i 6 d'empreses classificades com a «altres activitats de serveis».
Dels 21 establiments de servei als particulars que hi havia el 2009, 1 era una funerària, 6 tallers de reparació d'automòbils i de material agrícola, 1 paleta, 4 fusteries, 3 lampisteries, 2 empreses de construcció, 1 perruqueria, 2 restaurants i 1 agència immobiliària.
Dels 4 establiments comercials que hi havia el 2009, 1 era una botiga de menys de 120 m², 1 una fleca, 1 una botiga d'electrodomèstics i 1 una joieria.
L'any 2000 a Nogent-le-Phaye hi havia 13 explotacions agrícoles.

## Equipaments sanitaris i escolars
El 2009 hi havia 1 hospital de tractaments de mitja durada (seguiment i rehabilitació) i 1 farmàcia.
El 2009 hi havia una escola elemental.

## Poblacions més properes
El següent diagrama mostra les poblacions més properes.